# Diệp (họ)
Diệp là một họ của người ở vùng Văn hóa Đông Á. Họ này có mặt ở Đài Loan, Việt Nam, Trung Quốc và Triều Tiên tuy rất hiếm.
Tại Việt Nam, họ Diệp phổ biến trong cộng đồng người Việt gốc Hoa và người Sán Dìu.

## Phát âm
Tại Việt Nam, họ này được phát âm là Diệp, riêng người Ngái phát âm là Giáp.
Tại Trung Quốc, họ này viết là 葉, phát âm khác nhau tùy địa phương: Yeh, Yee, Ee, Yip, Yeap, Yap, Ip.
Tại bán đảo Triều Tiên, họ này được viết là 섭, phát âm là Seop.

## Khởi nguồn
Họ Diệp được ghi nhận là khởi nguồn từ vùng đất tên Diệp (nay là Diệp huyện), ngày nay nó ở vùng Bình Đỉnh Sơn, tỉnh Hà Nam, Trung Quốc.
Vào thời Xuân Thu Chiến Quốc, nước Sở có vị tướng Thẩm Chư Lương, trong cuộc chiến Ngô-Sở (506 trước Công nguyên) có công hộ giá Sở Chiêu vương chạy sang cầu viện quân Tần. Sau khi được Tần Ai Công xuất quân giúp đỡ đánh lui quân Ngô, Sở Chiêu vương đã phong cho ông tước công, ban cho vùng đất Diệp, cũng cho đổi họ từ Thẩm sang Diệp. Từ đó ông được gọi là Diệp Công, con cháu ông cũng mang họ Diệp, còn thân thích vẫn mang họ Thẩm.
Diệp Công được xem là thủy tổ của họ Diệp.
Trong tiếng Trung Quốc cổ, chữ Diệp (ye) không mang một ý nghĩa gì. Về sau nó mới mang nghĩa là lá, có thể là do vùng đất Diệp chủ yếu là sản xuất rau.

## Người Việt Nam họ Diệp có danh tiếng
- Diệp Đình Tòng (Tk.18), sư phụ của tướng Tây Sơn Trần Quang Diệu.
- Diệp Văn Cương (1862-1929), nhà giáo, nhà quốc ngữ học, là tác giả cuốn Syllabaire Sách vần Quốc Ngữ xuất bản năm 1919, người đề xuất cách ghép vần: a, bờ, cờ...
- Diệp Văn Kỳ (1895-1945), nhà tư sản, nhà báo nhà trí thức yêu nước đầu thế kỷ XX.
- Diệp Minh Châu (1919-2002), họa sĩ, nhà điêu khắc Việt Nam.
- Diệp Minh Tuyền (1941-1997), nhạc sĩ Việt Nam, tác giả Hát mãi khúc quân hành.

## Người Trung Quốc họ Diệp có danh tiếng
- Diệp Vấn: Võ sư phái Vịnh Xuân, sư phụ của Lý Tiểu Long
- Diệp Kiếm Anh (1897-1986) nguyên soái CHND Trung Hoa